# Prix Émile-Riotteau
Le Prix Émile-Riotteau est une course hippique de trot monté se déroulant au mois de septembre sur l'hippodrome de Vincennes. Avant 2022, elle avait lieu en décembre, parfois début janvier de l'année suivante. Elle n'est pas au programme en 2023.
C'est une course de Groupe II réservée aux pouliches de 4 ans (5 ans lorsque la course avait lieu en janvier) ayant gagné au moins 38 000 €. Avant 2022, l'épreuve était également ouverte aux mâles.
Elle se court sur la distance de 2 700 mètres (grande piste), départ volté. L'allocation s'élève à 120 000 €, dont 54 000 € pour le vainqueur. Son équivalent pour les mâles est le prix Camille-de-Wazières disputé le même jour. 
Créée en décembre 1927, l'épreuve honore la mémoire d'Émile Riotteau (1837-1927), député puis sénateur de la Manche, ambassadeur des courses de chevaux à l'Assemblée. Il préside la Société d'encouragement à l'élevage du cheval français de 1898 à 1927.

## Palmarès depuis 1966
| Année | Vainqueur          | Père                | Jockey                   | Entraîneur               | Réd.km |
| ----- | ------------------ | ------------------- | ------------------------ | ------------------------ | ------ |
| 2022  | Intuition          | Brillantissime      | Adrien Lamy              | Tomas Malmqvist          | 1'13"3 |
| 2021  | Hirondelle du Rib  | Rolling d'Héripré   | Jean-Loïc-Claude Dersoir | Joël Hallais             | 1'13"7 |
| 2020  | Gladys des Plaines | Opus Viervil        | Mathieu Mottier          | Gilles Curens            | 1'13"2 |
| 2019  | Fado du Chêne      | Singalo             | Paul-Philippe Ploquin    | Julien Le Mer            | 1'13"3 |
| 2018  | Ekeren             | Rex Normanus        | David Thomain            | Paul Viel                | 1'12"8 |
| 2017  | Dexter Fromentro   | Qwerty              | Camille Levesque         | Thomas Levesque          | 1'14"5 |
| 2016  | Célina Polka       | Kool du Caux        | Alexandre Abrivard       | Joël Van Eeckhaute       | 1'14"6 |
| 2015  | Bilibili           | Niky                | Alexandre Abrivard       | Laurent-Claude Abrivard  | 1'14"2 |
| 2014  | Amazone du Dollar  | Ni Ho Ped d'Ombrée  | Pierre-Yves Verva        | Sylvain Roger            | 1'14"3 |
| 2013  | Valse Castelets    | Memphis du Rib      | Jean-Loïc-Claude Dersoir | Joël Hallais             | 1'14"5 |
| 2012  | Ursula Speed       | Ludo de Castelle    | Antoine Wiels            | Jean-Marie Monclin       | 1'15"2 |
| 2011  | Trotting Race      | Goetmals Wood       | Nathalie Henry           | Jean Baudron             | 1'14"4 |
| 2010  | Surabaya Jiel      | Goetmals Wood       | Matthieu Abrivard        | Jean-Luc Dersoir         | 1'12"9 |
| 2009  | Roi du Coq         | Look de Star        | David Thomain            | Robert Chauvin           | 1'15"5 |
| 2008  | Quille Castelets   | Kaiser Soze         | Jean-Loïc-Claude Dersoir | Jean-Loïc-Claude Dersoir | 1'15"3 |
| 2007  | Prince de Montfort | Ipsos de Montfort   | Maxime Bézier            | Sébastien Guarato        | 1'15"  |
| 2006  | One du Rib         | First de Retz       | Jean-Loïc-Claude Dersoir | Joël Hallais             | 1'15"5 |
| 2005  | Nouba Turgot       | Canada              | Éric Raffin              | Franck Anne              | 1'16"9 |
| 2004  | Miss Castelle      | Goetmals Wood       | Philippe Masschaele      | Thierry Duvaldestin      | 1'16"7 |
| 2003  | Luna du Boscail    | Tarass Boulba       | Éric Raffin              | Éric Lebon               | 1'17"3 |
| 2002  | King du Perthois   | Podosis             | Jean-Loïc-Claude Dersoir | Jean-Loïc-Claude Dersoir | 1'17"  |
| 2001  | Jerka de Janeiro   | Athos de la Besvres | Franck Nivard            | Jean-Francois Senet      | 1'17"  |
| 2000  | Idéal de l'Iton    | Cygnus d'Odyssée    | Michel Lenoir            | Michel Roussel           | 1'19"8 |
| 1999  | Halifax du Comtal  | Ustang de Mai       | Jean-Michel Bazire       | Jean Monier              | 1'18"3 |
| 1998  | Gaélique Fahurane  | High Echelon        | Gaëtan Prat              | André Dubois             | 1'19"8 |
| 1997  | Fan Quick          | And Arifant         | Laurent-Claude Abrivard  | Laurent-Claude Abrivard  | 1'18"9 |
| 1996  | Élicorne           | Phi Phi Atout       | Philippe Masschaele      | Michel Lecacheux         | 1'19"2 |
| 1995  | Dira               | Minou du Donjon     | Jean-Michel Bazire       | Jean-Claude Rivault      | 1'20"3 |
| 1994  | Courlis du Pont    | Opus Dei            | Philippe Békaert         | Ulf Nordin               | 1'17"8 |
| 1993  | Boy du Pré         | Podosis             | Jean-Philippe Mary       | Philippe Allaire         | 1'18"9 |
| 1992  | Alpha Barbés       | Néric Barbés        | Jean-Philippe Mary       | Christian Bigeon         | 1'19"2 |
| 1991  | Vivier de Montfort | Kronos du Vivier    | Jean-Marie Monclin       | Christian Bigeon         | 1'19"4 |
| 1990  | Uno Atout          | Istraéki            | Jean-Marie Monclin       | Paul Billon              | 1'19"5 |
| 1989  | Teneo              | Vasco               | Gérard Raulline          | Gérard Raulline          | 1'20"7 |
| 1988  | Speed Clayettois   | Joachim             | Yves Dreux               | Ali Hawas                | 1'20"7 |
| 1987  | Reine du Corta     | Ura                 | Michel Lenoir            | Alain Roussel            | 1'20"3 |
| 1986  | Quadrique          | Seddouk             | Jean-Marie Monclin       | Paul Viel                | 1'22"3 |
| 1985  | Podosis            | Florestan           | Patrick Chéradame        | Roger Ledoyen            | 1'20"7 |
| 1984  | Oligo              | Ersin               | Jean-Marie Monclin       | Joël Hallais             | 1'23"7 |
| 1983  | Nimbus Pichonnière | Elpenor             | Michel Lenoir            | Michel Lenoir            | 1'21"7 |
| 1982  | Manay Sport        | Vallenay            | Alain Sionneau           | Marcel Cherruau          | 1'21"7 |
| 1981  | Loustic de la Tour | Tatius              | Michel-Marcel Gougeon    | Robert Ricklin           | 1'22"2 |
| 1980  | Kaiser Trot        | Canino              | Pascal Békaert           | Joël Hallais             | 1'19"8 |
| 1979  | Jeune Orange       | Chambon P           | Alain Sionneau           | Gaston Peltier           | 1'21"8 |
| 1978  | Ialto              | Uccello B           | Paul Delanoë             |                          | 1'24"  |
| 1977  | Haut de Bellouet   | Ura                 | Gérard Mascle            |                          | 1'21"5 |
| 1976  | Gazon              | Quasipyl            | Gérard Mascle            |                          | 1'22"1 |
| 1975  | Feu Vert           | Obstiné             | Michel Lecacheux         |                          | 1'23"5 |
| 1974  | Éole de Buftizon   | Quito P             | Paul Piton               |                          | 1'22"1 |
| 1973  | Destinus           | Narvick DJ          | Jean-Claude Mariette     |                          |        |
| 1972  | Champenoise        | Pacha Grandchamp    | Pierre Giffard           |                          | 1'22"2 |
| 1971  | Bellino II         | Boum III            | René Fabre               |                          | 1'21"  |
| 1970  | Ajaccien           | Mario               | Louis Sauvé              | Louis Sauvé              | 1'21"7 |
| 1969  | Volnay II          | Faon Kairos         | Louis Hanse              |                          | 1'21"8 |
| 1968  | Uniflore D         | Nolten L            | François Brohier         |                          | 1'22"7 |
| 1967  | Tabriz             | Feu Follet X        | Pierre Giffard           |                          | 1'21"6 |
| 1966  | Sablon             | Carioca II          | Gérard Mascle            |                          | 1'22"5 |
| 1965  | Rabelais           |                     | Gérard Mascle            |                          | 1'23"2 |
| 1964  | Quovaria           | Carioca II          | François Brohier         |                          | 1'21"9 |
| 1963  | Prince des Veys    | Fandango            | Jean Mary                |                          |        |
| 1962  | Oraki              | Quiroga II          | Jean Mary                |                          |        |
| 1961  | ?                  |                     |                          |                          |        |
| 1960  | Mars               | Élope               | Pierre Giffard           |                          | 1'23"  |

## Sources
- Pour les conditions de course et les dernières années du palmarès : site de la SETF
- Pour les courses plus anciennes : archives des quotidiens  (Ouest-France, Sud-Ouest…)